# Талли, Ричард Брент
Ричард Брент Талли (англ. Richard Brent Tully) (родился в 1943) — астроном из Астрономического института в Гонолулу (Гавайи, США).
Специализация Талли — астрофизика галактик. Вместе с Джеймсом Ричардом Фишером, в работе Новый метод определения расстояний до галактик, он ввёл ныне известную зависимость Талли-Фишера между яркостью спиральных галактик (пропорциональной массе их звёзд) и амплитудой их ротационных кривых. Эта зависимость дала возможность делать довольно точные оценки расстояний до галактик. Составленный им в 1988 году Каталог ближних галактик (англ. The Nearby Galaxies Catalog) содержит трёхмерные координаты 68 тысяч ближайших к Земле галактик. На основе этих данных была построена модель расположения галактик в кубе со стороной в 700 миллионов световых лет и с центром в Земле. Визуальное представление этих данных было оформлено в виде компьютерной программы-планетария «Starry Night Pro», данные в которой называются Базой Талли (англ. Tully Database). В этой базе содержится гиперструктура, которой Талли дал название «комплекс сверхскоплений Рыб-Кита».
В 2014 году Талли составил трёхмерную карту гравитационно связанного сверхскопления, содержащего наше Сверхскопление Девы, и названного им Ланиакея.